# Балегари не вјерују срећи
Балегари не вјерују срећи је други соло албум Бранимира Штулића. Сниман је у фебруару и марту 1990. године у студију Јадран-Филм, миксован у студију ЈМ, и објављен исте године за издавачку кућу Југотон.

## Списак песама
1. Вољела ме није ниједна (3:03)
2. Усне вреле вишње (2:56)
3. (2:56)
4. Леуте мој (2:39)
5. Балегари не вјерују срећи (2:17)
6. (2:00)
7. Чалгија (2:03)
8. (2:33)
9. Нема проблема (2:07)
10. (2:53)
11. (2:16)
12. Меланхолија (2:16)
13. Мени се душо од тебе не растаје (4:29)
14. Голгота (2:40)
15. Атлантис (1:48)
16. Класични знак (2:46)
17. (2:00)
18. Врбовина (2:14)

извор:  Балегари не верују срећи

## Музичари
- Бранимир Штулић - вокал и гитара
- Бранко Кнежевић - бубњеви
- Јурица Пађен - гитара
- Томислав Шојат - бас-гитара
- Горан Мачужић - хармоника
- Тони Котек - клавир
- Мирослав Седак-Бенчић - саксофон
- Херберт Стенцел - тромбон
- Маријан Домић - труба
- Горан Рељић - виолина

## Остали учесници
- Бранко Подбрежнички - сниматељ
- Миљенко Грасо - сниматељ
- Теодор Јани (потписан као Теодор Барберијан) - продуцент и микс
- Игор Ц. Ц. Келчец - дизајн омота